# حارة محجر شبوة (صنعاء همدان)

تعديل مصدري - تعديل

حارة  محجر شبوة هي إحدى حارات حي محجر ضلاع بضواحي صنعاء مديرية همدان، بلغ تعداد سكانها 167 نسمة حسب تعداد اليمن لعام 2004.